# Gisilia armigera
Gisilia armigera is een vlinder uit de familie van de prachtmotten (Cosmopterigidae). Deze soort is voor het eerst wetenschappelijk beschreven als Ascalenia armigera door Edward Meyrick in een publicatie uit 1923.
De soort komt voor in de Seychellen (Praslin), Réunion en Mauritius.